# Leucospis manaica
Leucospis manaica är en stekelart som beskrevs av Per Abraham Roman 1920. Leucospis manaica ingår i släktet Leucospis och familjen Leucospidae.
Artens utbredningsområde är Venezuela. Inga underarter finns listade i Catalogue of Life.